# Raspútitsa
La raspútitsa o l'estació del fang (rus: распýтица AFI [rɐˈsputʲɪt͡sə]) és un fenomen d'infiltració d'aigua al sòl, que constitueix així un mar de fang en el moment de la fusió de les neus a la primavera i al moment de les pluges de tardor. És un fenomen bastant típic en regions de Belarús, de l'oest de Rússia i Ucraïna. La paraula pot ser traduïda com "L'estació del fang" i s'aplica tant a l'estació (raspútitsa de primavera o  raspútitsa de tardor), com també a l'estat dels camins, particularment afectats per aquest fenomen, ja que els que no es troben pavimentats, es fan molt difícils tant d'usar com de creuar.
La raspútitsa va tenir un paper crucial durant les diferents guerres a Rússia, particularment durant la invasió napoleònica i en la Segona Guerra Mundial, on la Blitzkrieg va ser gairebé detinguda pel fang, i els tancs més poderosos esdevenien pràcticament inutilitzables. Les imatges següents reflecteixen l'estat dels camins que es van trobar els alemanys:

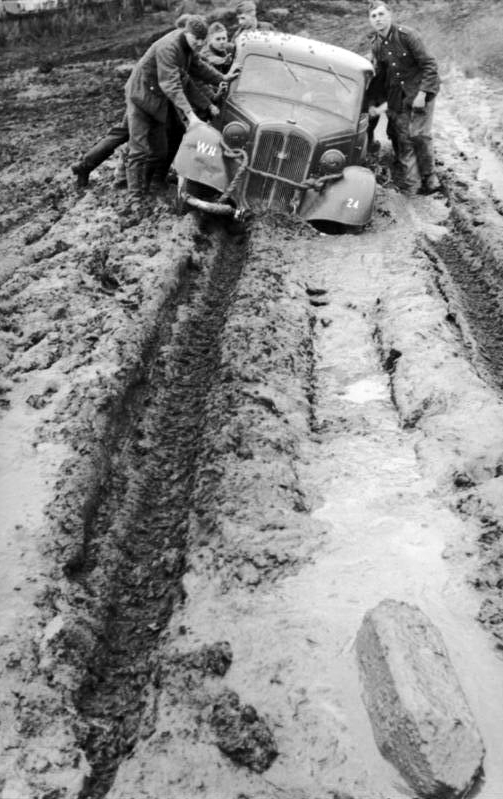
Soldats de la Wehrmacht amb el seu cotxe al fang, octubre de 1941.
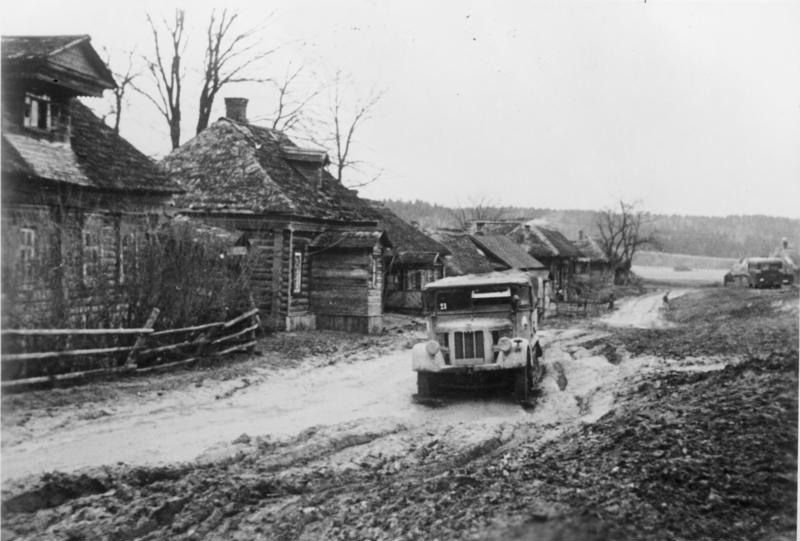
Carrer als afores de Moscou, novembre de 1941.
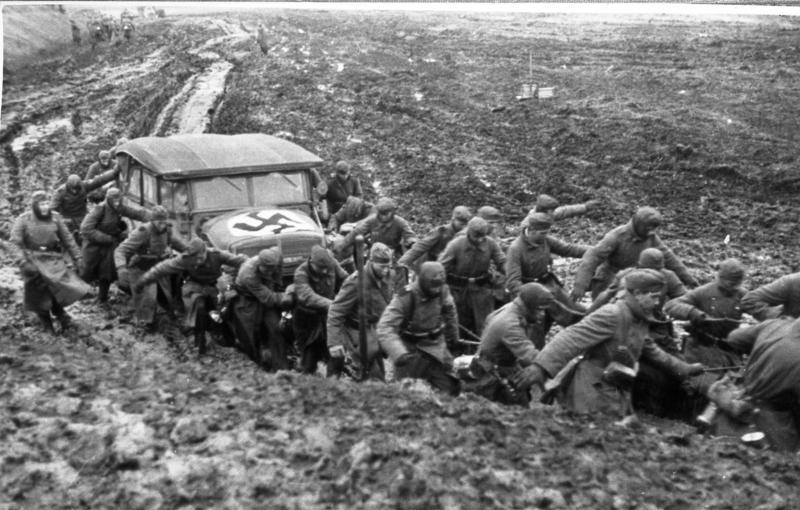
Soldats de la Wehrmacht tirant d'un cotxe enfangat, novembre de 1941.
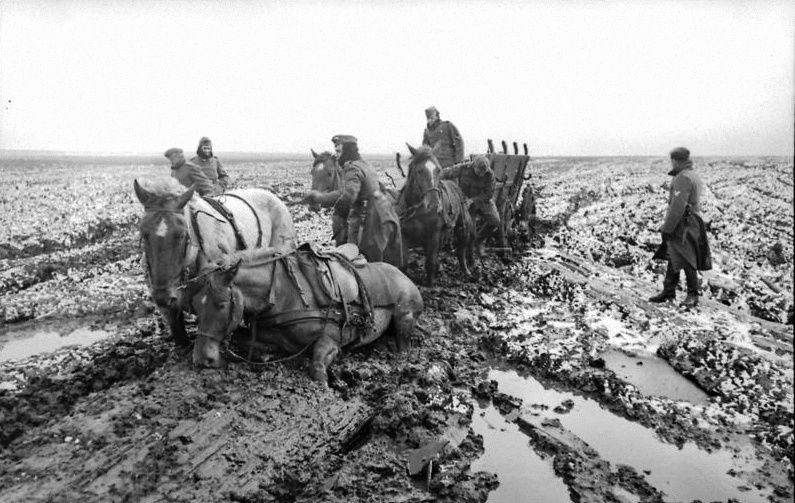
Exèrcit alemany detingut pel  fang sense final  a la primavera de 1942 en el Front Oriental.